# 杨庄街道 (北京市)
杨庄街道是北京市通州區中部的一个街道， 于2020年9月成立。
管辖范围：东北至北苑南路，东至翠屏西路，南至怡乐南街，西至区界，北至京通快速路。